# Mycetaea hirta
Mycetaea hirta is een keversoort uit de familie zwamkevers (Endomychidae). De wetenschappelijke naam van de soort werd in 1802 gepubliceerd door Thomas Marsham.